# Rosedale (Australia)
Rosedale – miasto w Australii, w stanie Wiktoria.